# Bunchosia mollis
Bunchosia mollis är en tvåhjärtbladig växtart som beskrevs av George Bentham. Bunchosia mollis ingår i släktet Bunchosia och familjen Malpighiaceae. Inga underarter finns listade i Catalogue of Life.